# Eduardo García de Enterría
Eduardo García de Enterría y Martínez-Carande (Ramales de la Victoria, 27 de abril de 1923-Madrid, 16 de septiembre de 2013) fue un jurista español. Uno de los mayores juristas españoles del siglo XX, fue el primer juez español en el Tribunal Europeo de Derechos Humanos y una de las mayores autoridades en derecho administrativo.
Considerado como uno de los juristas españoles más notables del siglo XX, es un punto de referencia indispensable en la elaboración de doctrina e investigación sobre Derecho público en España.
Colaboró al desarrollo de las asociaciones vecinales en las luchas obreras por la defensa de sus derechos.

## Inicios
Nació en Ramales de la Victoria, provincia de Santander. Cursó sus estudios de Derecho en las universidades de Barcelona y Madrid, obteniendo tanto la Licenciatura como el Doctorado con Premio Extraordinario. Posteriormente amplió sus estudios en las universidades de Londres y Turingia.

## Actividad docente
En 1947 se convirtió en Letrado del Consejo de Estado y posteriormente obtuvo las cátedras de Derecho Administrativo en las universidades de Valladolid (1957) y Complutense de Madrid (1962), de la que, desde 1970, fue Jefe de Departamento. Desde 1988 fue profesor Emérito y miembro del Colegio Libre de Eméritos de Madrid.

## Actividad internacional
Fue el primer juez español en el Tribunal Europeo de Derechos Humanos con sede en Estrasburgo entre abril de 1978 y febrero de 1986. También presidió la Fédération International pour le Droit Européen (FIDE); fundó y presidió la Asociación Española para el estudio del Derecho europeo, y se integró en el Academic Council del European Law Research Center de la Law School de la Universidad de Harvard..
Eduardo García de Enterría es autor de Fervor de Borges (Ed. Trotta, 1999) y fue cofundador de la Sociedad mundial de Amigos de Jorge Luis Borges (fue su primer Vicepresidente) y de la Fundación internacional Can Mossenya - Amigos de J L Borges; su bufete de abogados en Madrid se encargó de los trámites de creación y registro de ambas ONG altruistas.

## Caso Palazón
En 1985 su nombre apareció en el libro de contabilidad de Francisco Javier Palazón, donde retiraron recurrentes cantidades de dinero entre 1978 y 1984 de España a Suiza, una exportación no autorizada de moneda o billetes de banco por cuantía superior a 50.000.000 de pesetas, las otras cantidades adicionales no quedaron clara su procedencia, pero se deduce del Auto que 10 procesados adicionales hicieron entregas al señor Palazón no inferiores a 259.000.000 pesetas de dinero
Finalmente García de Enterría recurre al Supremo y es absuelto de las acusaciones que pesaban sobre su persona. A modo de resumen:
1. Se Anula la medida cautelar de prisión provisional bajo fianza impuesta a cada uno de los recurrentes por el Auto de procesamiento de 4 de junio de 1985.
2. Se Anula los Autos de la Sección Primera de la Sala de lo Penal de la Audiencia Nacional de 11 y 23 de abril de 1988.
3. Se declara el derecho de los recurrentes a que se les dé idéntico traslado al previsto en el art. 627 de la Ley de Enjuiciamiento Criminal para las partes acusadoras.
4.° Desestimar el recurso en todo lo demás

## Proyectos normativos
Participó en numerosas Comisiones de redacción de Anteproyectos de Ley en España, pero de especial relieve fueron sus aportaciones a la Constitución española de 1978.

## Miembro de Academias
Fue, desde 1970, académico de número de la Real Academia de Jurisprudencia y Legislación y desde 1994 académico de número de la Real Academia Española; su discurso de ingreso se tituló La lengua de los Derechos. La formación del Derecho Público europeo tras la Revolución Francesa. También fue miembro de la Accademia Nazionale dei Lincei, nombrado en 2004.

## Actividad editorial

### Revistas
Fundador y director de la Revista Española de Derecho Administrativo (desde 1974); también colaboró, entre otras, con las siguientes publicaciones:
- Rivista di Diritto Europeo dell'Economia
- Yearbook of European Law
- Nomos-Praxis des europäschen Rechts
- Revue Trimestrielle del Droits de l'Homme
- European Review of Public Law
- Annuaire lnternational de Justice Constitutionnelle
- Estado e Direito
- Revista Española de Derecho Constitucional

### Libros
Fue autor de una treintena de libros, entre los que destaca su Curso de Derecho Administrativo, en dos volúmenes, junto a Tomás Ramón Fernández, con el que se han formado varias generaciones de estudiantes de Derecho en España.
Otros títulos incluyen:
- Revolución Francesa y Administración contemporánea
- Legislación delegada, potestad reglamentaria y control judicial
- Las formas comunitarias de propiedad forestal y su posible proyección futura
- La administración española
- La lengua de los derechos
- La lucha contra las inmunidades del Poder en el Derecho administrativo
- La batalla por las medidas cautelares
- Código de las Leyes Administrativas
- La responsabilidad patrimonial del Estado legislador en el Derecho español
- Democracia, jueces y control de la Administración
- La Constitución como norma y el Tribunal Constitucional
- Los principios de la nueva Ley de Expropiación Forzosa
- Código de la Unión Europea
- Las transformaciones de la justicia administrativa
- Hamlet en Nueva York; autores, obras, países. Escritos literarios
- De montañas y hombres
- Fervor de Borges

## Galardones
- Premio Príncipe de Asturias de Ciencias Sociales[13] (1984).
- Premio Alexis de Tocqueville del Instituto Europeo de Administración Pública (1999).
- Premio Internacional Menéndez Pelayo (2006).

## Doctoradoshonoris causa
Fue doctor honoris causa por las universidades de:
- París-Sorbonne (1977).
- Zaragoza (1983).
- Mendoza (Argentina) 1986).
- Tucumán (Argentina) 19869.
- Nuevo León (México) 1987).
- Juárez de Durango (México) 1987).
- Valladolid (1992).
- Bolonia (1992).
- Carlos III de Madrid (1993).
- Cantabria (1995).
- Externado de Colombia (1995).
- Oviedo (1996).
- Santiago de Compostela (1996).
- Málaga (1999).
- Buenos Aires (2000).
- Córdoba (Argentina), (2001).
- Extremadura (2001).
- Universidad de Porto (Portugal), (2009).
- Universidad San Pablo-CEU de Madrid (2010)
- Universidad Sergio Arboleda de Bogotá (2010).